# Eulenberg (Schönsee)
Eulenberg ist ein Ortsteil der Stadt Schönsee im Oberpfälzer Landkreis Schwandorf in Bayern.

## Geographische Lage
Die Einöde Eulenberg liegt fast auf dem Gipfel des 818 m hohen Eulenberges 100 m oberhalb der höchsten Häuser von Friedrichshäng. Vor der Eingemeindung nach Schönsee gehörte sie zu Dietersdorf. davor bis 1912 zur Gemeinde Gmeinsried bei Eslarn.

## Kultur und Sehenswürdigkeiten
Im Sommer wird in Eulenberg das Theaterstück Pascher – Die Nacht der langen Schatten von den Bewohnern von Schönsee und Umgebung aufgeführt. Es beschäftigt sich mit dem entbehrungsreichen Leben der Bevölkerung in diesem kargen Landstrich. Begleitend dazu wird ein mittelalterlicher Handwerkermarkt abgehalten. In der Adventszeit findet in Eulenberg ein von der Bevölkerung selbst gestalteter Adventsmarkt mit Krippenspiel, weihnachtlichen Gesängen und Verkauf von selbst hergestellten Waren statt.